# 이다 루피노
이다 루피노(Ida Lupino, 1918년 2월 4일 ~ 1995년 8월 3일)는 잉글랜드, 미국의 배우, 가수, 감독, 제작자이다.

## 작품 목록

### 연출
- 낫 원티드 (1949)
- 두려움 없이 (1949)
- 아웃레이지 (1950)
- 거칠게, 빠르게, 아름답게 (1951)
- 히치 하이커 (1953)
- 중혼자 (1953)
- 천사들의 장난 (1966)

### 출연
- 셜록 홈즈의 모험 (1939)
- 그들은 밤에 달린다 (1940)
- 하이 시에라 (1941)
- 울프 선장 (1941)
- 레이디스 인 리타이어먼트 (1941)
- 문타이드 (1942)
- 더 하드 웨이 (1943)
- 딥 밸리 (1947)
- 로드 하우스 (1948)
- 아웃레이지 (1950)
- 거칠게, 빠르게, 아름답게 (1951)
- 중혼자 (1953)
- 도시가 잠든 사이에 (1956)
- 쥬니어 보너 (1972)
- 더 데블스 레인 (1975)